# Ivan Vlček
Ivan Vlček (* 20. října 1963) je bývalý český hokejový obránce a trenér. Reprezentoval Českou republiku na MS 1995.

## Rekord
24. září 2000 odehrál své 698. ligové utkání a překonal tak rekord Tomáše Jelínka v počtu odehraných utkání v československé a české nejvyšší hokejové soutěži. Pět dnů nato jako první hráč v historii dosáhl 700 odehraných zápasů a 15. listopadu 2002 znovu jako první v historii odehrál 800. zápas. V roli rekordmana ho 23. ledna 2003 vystřídal Rudolf Suchánek, který v ten den odehrál své 820. utkání. Ivan Vlček celkem nastoupil ve své kariéře k 823 zápasům a to vždy v dresu Plzně.

## Klubová statistika
| Sezóna       | Klub         | Soutěž       |     | Základní část | Základní část | Základní část | Základní část | Základní část |   | Play off | Play off | Play off | Play off | Play off |
| Sezóna       | Klub         | Soutěž       | Z   | G             | A             | B             | TM            | Z             | G | A        | B        | TM       |          |          |
| 1983–84      | TJ Plzeň     | ČSHL         | 1   | 0             | 0             | 0             | 0             | —             | — | —        | —        | —        |          |          |
| 1984–85      | TJ Plzeň     | ČSHL         | 42  | 0             | 4             | 4             | 28            | —             | — | —        | —        | —        |          |          |
| 1985–86      | TJ Plzeň     | ČSHL         | 39  | 3             | 6             | 9             | —             | —             | — | —        | —        | —        |          |          |
| 1986–87      | TJ Plzeň     | ČSHL         | 34  | 4             | 4             | 8             | 36            | —             | — | —        | —        | —        |          |          |
| 1987–88      | TJ Plzeň     | ČSHL         | 34  | 3             | 4             | 7             | —             | —             | — | —        | —        | —        |          |          |
| 1988–89      | TJ Plzeň     | ČSHL         | 32  | 1             | 5             | 6             | 41            | 8             | 1 | 1        | 2        | —        |          |          |
| 1989–90      | TJ Plzeň     | ČSHL         | 49  | 2             | 8             | 10            |               | —             | — | —        | —        | —        |          |          |
| 1990–91      | TJ Plzeň     | ČSHL         | 51  | 6             | 8             | 14            | 24            | —             | — | —        | —        | —        |          |          |
| 1991–92      | HC Plzeň     | ČSHL         | 38  | 4             | 6             | 10            | 14            | 4             | 2 | 6        |          |          |          |          |
| 1992–93      | HC Plzeň     | ČSHL         | 39  | 3             | 13            | 16            | —             | —             | — | —        | —        | —        |          |          |
| 1993–94      | HC Plzeň     | ČHL          | 43  | 5             | 9             | 14            | 32            | —             | — | —        | —        | —        |          |          |
| 1994–95      | HC Plzeň     | ČHL          | 34  | 6             | 7             | 13            | 14            | 2             | 0 | 1        | 1        | 2        |          |          |
| 1995–96      | KalPa        | SM-l         | 50  | 6             | 7             | 13            | 52            | —             | — | —        | —        | —        |          |          |
| 1996–97      | HC Plzeň     | ČHL          | 44  | 7             | 11            | 18            | 30            | —             | — | —        | —        | —        |          |          |
| 1997–98      | HC Plzeň     | ČHL          | 50  | 2             | 13            | 15            | 32            | 5             | 0 | 1        | 1        | 30       |          |          |
| 1998–99      | HC Plzeň     | ČHL          | 44  | 4             | 12            | 16            | 75            | 5             | 0 | 2        | 2        | 8        |          |          |
| 1999–00      | HC Plzeň     | ČHL          | 45  | 2             | 7             | 9             | 58            | 7             | 1 | 1        | 2        | 6        |          |          |
| 2000–01      | HC Plzeň     | ČHL          | 44  | 5             | 8             | 13            | 46            | —             | — | —        | —        | —        |          |          |
| 2001–02      | HC Plzeň     | ČHL          | 45  | 5             | 10            | 15            | 44            | —             | — | —        | —        | —        |          |          |
| 2002–03      | HC Plzeň     | ČHL          | 43  | 0             | 5             | 5             | 58            | —             | — | —        | —        | —        |          |          |
| Celkem v ČHL | Celkem v ČHL | Celkem v ČHL | 392 | 36            | 82            | 118           | 389           | 19            | 1 | 5        | 6        | 46       |          |          |

## Reprezentace
| Rok                       | Tým                       | Soutěž                    | Z | G | A | B | TM |
| ------------------------- | ------------------------- | ------------------------- | - | - | - | - | -- |
| 1995                      | Česko                     | MS                        | 5 | 0 | 0 | 0 | 4  |
| Seniorská kariéra celkově | Seniorská kariéra celkově | Seniorská kariéra celkově | 5 | 0 | 0 | 0 | 4  |